# Stazione meteorologica di Piacenza San Damiano
La stazione meteorologica di Piacenza San Damiano è la stazione meteorologica di riferimento per il servizio meteorologico dell'Aeronautica Militare e per l'Organizzazione Mondiale della Meteorologia, relativa all'area periferica della città di Piacenza.

## Coordinate geografiche
La stazione meteo si trova nell'Italia nord-orientale, in Emilia-Romagna, in provincia di Piacenza, nel comune di San Giorgio Piacentino, a 138 metri s.l.m. e alle coordinate geografiche 44°54′48.59″N 9°43′16.9″E.

## Medie climatiche ufficiali

### Dati climatologici 1971-2000
In base alle medie climatiche del periodo 1971-2000, le più recenti in uso, la temperatura media del mese più freddo, gennaio, è di +1,7 °C, mentre quella del mese più caldo, luglio, è di +22,8 °C; mediamente si contano 73 giorni di gelo all'anno e 31 giorni con temperatura massima uguale o superiore ai +30 °C. I valori estremi di temperatura registrati nel medesimo trentennio sono i -22,0 °C del gennaio 1985 e i +39,4 °C del luglio 1983.
Le precipitazioni medie annue si attestano a 890 mm, mediamente distribuite in 79 giorni di pioggia, con minimi relativi in inverno e in estate, picco massimo in autunno e massimo secondario in primavera per gli accumuli.
L'umidità relativa media annua fa registrare il valore di 78,9 % con minimo di 71 % a luglio e massimi di 88 % a novembre e a dicembre; mediamente si contano 79 giorni di nebbia all'anno.
Di seguito è riportata la tabella con le medie climatiche e i valori massimi e minimi assoluti registrati nel trantennio 1971-2000 e pubblicati nell'Atlante Climatico d'Italia del Servizio Meteorologico dell'Aeronautica Militare relativo al medesimo trentennio.
| Piacenza San Damiano (1971-2000) | Mesi         | Mesi         | Mesi        | Mesi        | Mesi        | Mesi        | Mesi        | Mesi        | Mesi        | Mesi        | Mesi        | Mesi         | Stagioni | Stagioni | Stagioni | Stagioni | Anno  |
| Piacenza San Damiano (1971-2000) | Gen          | Feb          | Mar         | Apr         | Mag         | Giu         | Lug         | Ago         | Set         | Ott         | Nov         | Dic          | Inv      | Pri      | Est      | Aut      | Anno  |
| -------------------------------- | ------------ | ------------ | ----------- | ----------- | ----------- | ----------- | ----------- | ----------- | ----------- | ----------- | ----------- | ------------ | -------- | -------- | -------- | -------- | ----- |
| T. max. media (°C)               | 5,4          | 8,0          | 13,4        | 17,1        | 22,0        | 26,2        | 29,2        | 28,6        | 24,0        | 17,2        | 9,9         | 6,1          | 6,5      | 17,5     | 28,0     | 17,0     | 17,3  |
| T. min. media (°C)               | −2,1         | −0,9         | 2,2         | 5,5         | 9,8         | 13,6        | 16,3        | 16,4        | 12,8        | 8,5         | 3,0         | −0,7         | −1,2     | 5,8      | 15,4     | 8,1      | 7,0   |
| T. max. assoluta (°C)            | 23,4 (1983)  | 24,6 (1990)  | 27,6 (2000) | 26,6 (2000) | 30,8 (1992) | 34,4 (1976) | 39,4 (1983) | 36,4 (1998) | 33,4 (1987) | 30,4 (1997) | 21,2 (1997) | 19,6 (1991)  | 24,6     | 30,8     | 39,4     | 33,4     | 39,4  |
| T. min. assoluta (°C)            | −22,0 (1985) | −15,0 (1991) | −9,4 (1971) | −1,8 (1991) | 0,0 (1984)  | 4,0 (1986)  | 9,8 (2000)  | 8,0 (1995)  | 3,6 (1971)  | −5,2 (1997) | −8,0 (1983) | −10,0 (1996) | −22,0    | −9,4     | 4,0      | −8,0     | −22,0 |
| Giorni di calura (Tmax ≥ 30 °C)  | 0            | 0            | 0           | 0           | 0           | 5           | 14          | 12          | 0           | 0           | 0           | 0            | 0        | 0        | 31       | 0        | 31    |
| Giorni di gelo (Tmin ≤ 0 °C)     | 21           | 17           | 8           | 1           | 0           | 0           | 0           | 0           | 0           | 0           | 8           | 18           | 56       | 9        | 0        | 8        | 73    |
| Precipitazioni (mm)              | 62,2         | 63,4         | 66,8        | 81,3        | 72,9        | 86,5        | 38,0        | 70,5        | 83,9        | 118,1       | 84,8        | 61,6         | 187,2    | 221,0    | 195,0    | 286,8    | 890,0 |
| Giorni di pioggia                | 7            | 6            | 7           | 8           | 8           | 7           | 5           | 5           | 5           | 8           | 7           | 6            | 19       | 23       | 17       | 20       | 79    |
| Giorni di nebbia                 | 17           | 11           | 4           | 3           | 1           | 1           | 1           | 0           | 3           | 9           | 14          | 15           | 43       | 8        | 2        | 26       | 79    |
| Umidità relativa media (%)       | 86           | 80           | 74          | 75          | 75          | 74          | 71          | 74          | 77          | 85          | 88          | 88           | 84,7     | 74,7     | 73       | 83,3     | 78,9  |

### Dati climatologici 1961-1990
In base alla media trentennale di riferimento 1961-1990, ancora in uso per l'Organizzazione meteorologica mondiale e definita Climate Normal (CLINO), la temperatura media del mese più freddo, gennaio, si attesta a +0,7 °C; quella del mese più caldo, luglio, è di +22,4 °C; mediamente, si verificano 79 giorni di gelo all'anno. Nel medesimo trentennio, la temperatura minima assoluta ha toccato i -22,0 °C nel gennaio 1985 (media delle minime assolute annue di -11,0 °C), mentre la massima assoluta ha fatto registrare i +39,4 °C nel luglio 1983 (media delle massime assolute annue di +33,8 °C).
La nuvolosità media annua si attesta a 4,2 okta giornalieri, con minimo di 2,9 okta giornalieri in luglio e massimo di 5,2 okta giornalieri a novembre.
Le precipitazioni medie annue sono superiori agli 800 mm, distribuite mediamente in 81 giorni, con minimi relativi in inverno ed estate, picco in autunno e massimo secondario in primavera.
L'umidità relativa media annua fa registrare il valore di 80,1% con minimo di 73% a luglio e massimo di 89% a dicembre.
| Piacenza San Damiano (1961-1990) | Mesi         | Mesi         | Mesi         | Mesi        | Mesi        | Mesi        | Mesi        | Mesi        | Mesi        | Mesi        | Mesi        | Mesi         | Stagioni | Stagioni | Stagioni | Stagioni | Anno  |
| Piacenza San Damiano (1961-1990) | Gen          | Feb          | Mar          | Apr         | Mag         | Giu         | Lug         | Ago         | Set         | Ott         | Nov         | Dic          | Inv      | Pri      | Est      | Aut      | Anno  |
| -------------------------------- | ------------ | ------------ | ------------ | ----------- | ----------- | ----------- | ----------- | ----------- | ----------- | ----------- | ----------- | ------------ | -------- | -------- | -------- | -------- | ----- |
| T. max. media (°C)               | 4,3          | 7,4          | 12,5         | 16,9        | 21,6        | 25,9        | 28,8        | 27,3        | 23,9        | 17,1        | 9,5         | 5,2          | 5,6      | 17,0     | 27,3     | 16,8     | 16,7  |
| T. min. media (°C)               | −3,0         | −0,9         | 2,1          | 5,5         | 9,5         | 13,3        | 15,9        | 16,1        | 12,8        | 8,5         | 3,1         | −1,6         | −1,8     | 5,7      | 15,1     | 8,1      | 6,8   |
| T. max. assoluta (°C)            | 23,4 (1983)  | 24,6 (1990)  | 24,4 (1981)  | 27,4 (1962) | 30,8 (1975) | 34,4 (1976) | 39,4 (1983) | 36,2 (1983) | 33,4 (1987) | 28,5 (1966) | 22,2 (1964) | 18,4 (1967)  | 24,6     | 30,8     | 39,4     | 33,4     | 39,4  |
| T. min. assoluta (°C)            | −22,0 (1985) | −15,9 (1963) | −12,2 (1963) | −2,4 (1968) | 0,0 (1984)  | 3,4 (1962)  | 8,8 (1970)  | 6,6 (1968)  | 3,6 (1971)  | −1,4 (1974) | −9,0 (1965) | −14,0 (1969) | −22,0    | −12,2    | 3,4      | −9,0     | −22,0 |
| Giorni di gelo (Tmin ≤ 0 °C)     | 23           | 17           | 9            | 1           | 0           | 0           | 0           | 0           | 0           | 0           | 8           | 21           | 61       | 10       | 0        | 8        | 79    |
| Nuvolosità (okta al giorno)      | 5,1          | 4,7          | 4,4          | 4,4         | 4,3         | 3,8         | 2,9         | 3,0         | 3,4         | 4,1         | 5,2         | 5,0          | 4,9      | 4,4      | 3,2      | 4,2      | 4,2   |
| Precipitazioni (mm)              | 62,5         | 70,1         | 77,3         | 77,7        | 71,1        | 62,5        | 37,8        | 66,5        | 56,6        | 93,5        | 91,1        | 70,2         | 202,8    | 226,1    | 166,8    | 241,2    | 836,9 |
| Giorni di pioggia                | 8            | 7            | 8            | 8           | 8           | 6           | 5           | 5           | 5           | 7           | 8           | 6            | 21       | 24       | 16       | 20       | 81    |
| Umidità relativa media (%)       | 86           | 83           | 75           | 78          | 76          | 75          | 73          | 75          | 78          | 85          | 88          | 89           | 86       | 76,3     | 74,3     | 83,7     | 80,1  |

## Valori estremi

### Temperature estreme mensili dal 1951 ad oggi
Nella tabella sottostante sono riportate le temperature massime e minime assolute mensili, stagionali ed annuali dal 1951 ad oggi, con il relativo anno in cui si queste si sono registrate. La massima assoluta del periodo esaminato di +40,4 °C è dell'agosto 2003, mentre la minima assoluta di -22,0 °C risale al gennaio 1985.
| Piacenza San Damiano (1951-2023) | Mesi         | Mesi         | Mesi         | Mesi        | Mesi        | Mesi        | Mesi        | Mesi        | Mesi        | Mesi        | Mesi        | Mesi         | Stagioni | Stagioni | Stagioni | Stagioni | Anno  |
| Piacenza San Damiano (1951-2023) | Gen          | Feb          | Mar          | Apr         | Mag         | Giu         | Lug         | Ago         | Set         | Ott         | Nov         | Dic          | Inv      | Pri      | Est      | Aut      | Anno  |
| -------------------------------- | ------------ | ------------ | ------------ | ----------- | ----------- | ----------- | ----------- | ----------- | ----------- | ----------- | ----------- | ------------ | -------- | -------- | -------- | -------- | ----- |
| T. max. assoluta (°C)            | 23,8 (2007)  | 24,6 (1990)  | 28,0 (2002)  | 29,4 (2011) | 34,2 (2001) | 38,2 (2019) | 39,4 (1983) | 40,4 (2003) | 34,0 (2008) | 32,8 (2023) | 22,2 (1964) | 21,2 (2023)  | 24,6     | 34,2     | 40,4     | 34,0     | 40,4  |
| T. min. assoluta (°C)            | −22,0 (1985) | −16,7 (1956) | −12,6 (2005) | −3,4 (2003) | 0,0 (1984)  | 3,4 (1962)  | 8,8 (1970)  | 6,6 (1968)  | 3,6 (1971)  | −5,2 (1997) | −9,0 (1965) | −14,0 (1969) | −22,0    | −12,6    | 3,4      | −9,0     | −22,0 |